# Jörg Schlaich
Jörg Schlaich, né le 17 octobre 1934 à Kernen im Remstal en Allemagne et mort le 4 septembre 2021, est un ingénieur en génie civil allemand. Il est connu entre autres pour la réalisation du Stade olympique de Munich (1972) et de la tour du parc du Killersberg à Stuttgart, ainsi que la première centrale solaire aérothermique de Mazanares.
Frère du juriste Klaus Schlaich, Jörg Schlaich étudie l'architecture et le génie civil de 1953 à 1955 à l'université de Stuttgart,  en 1959 à l'Université technique de Berlin et en 1959 et 1960, à l'Université Case Western Reserve de Cleveland, aux États-Unis. En 1963, il rejoint le cabinet Leonhardt & Andrä, cabinet fondé par Fritz Leonhardt. En 1974, il devient professeur à l'université de Stuttgart et, en 1980, il fonde son propre cabinet, Schlaich Bergermann Partner.
Il est élu membre de l'Académie des arts de Berlin en 1999.

Jörg Schlaich est le frère de l'architecte Brigitte Peterhans.

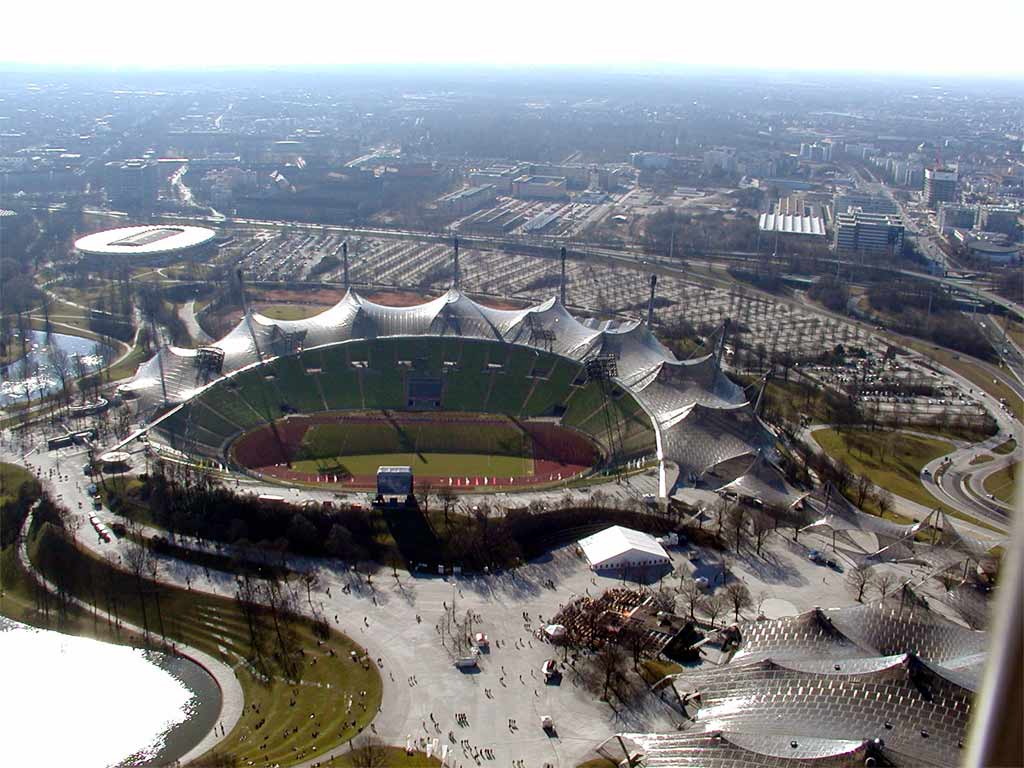
Stade olympique, à Munich
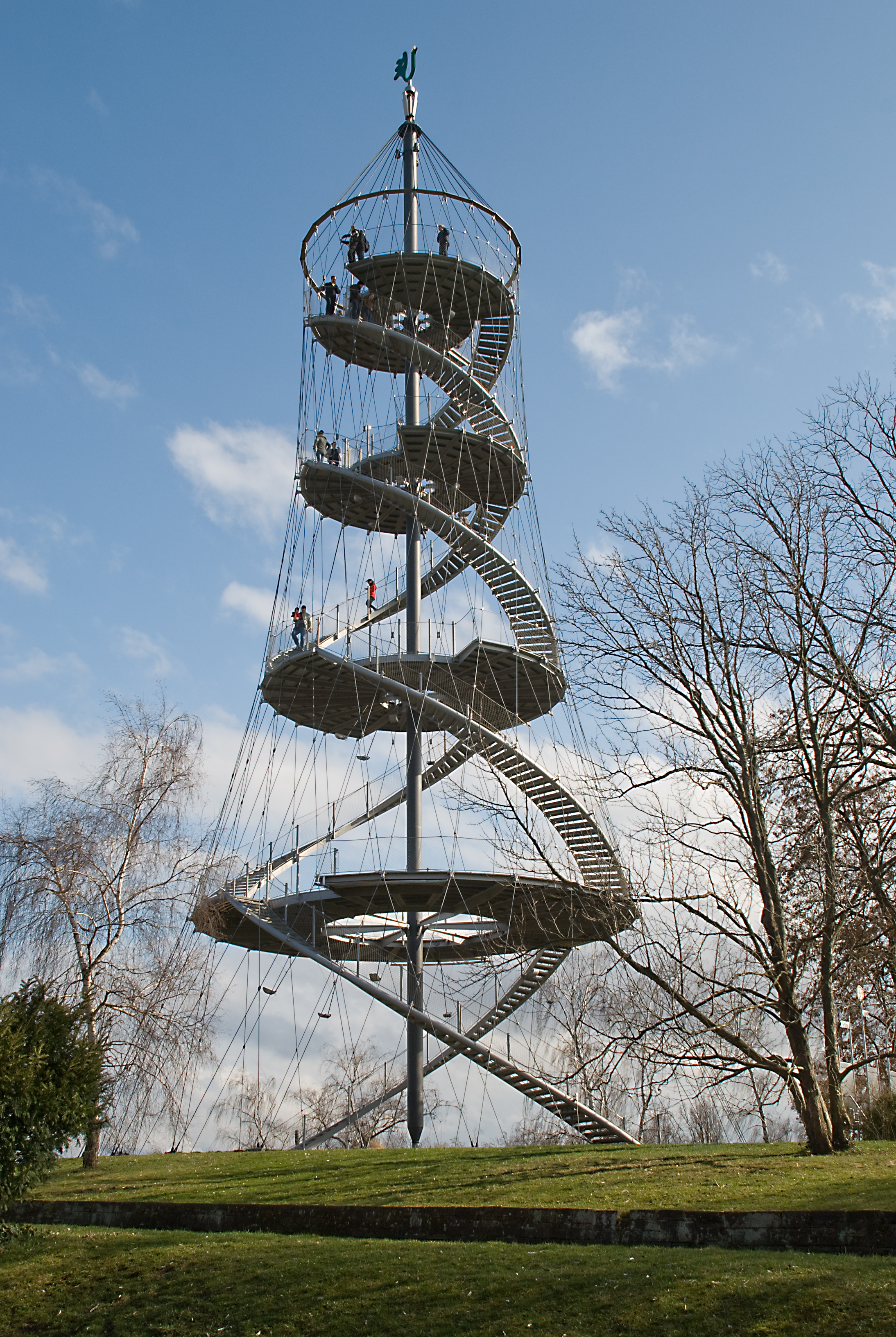
Tour du parc du Killersberg, à Stuttgart
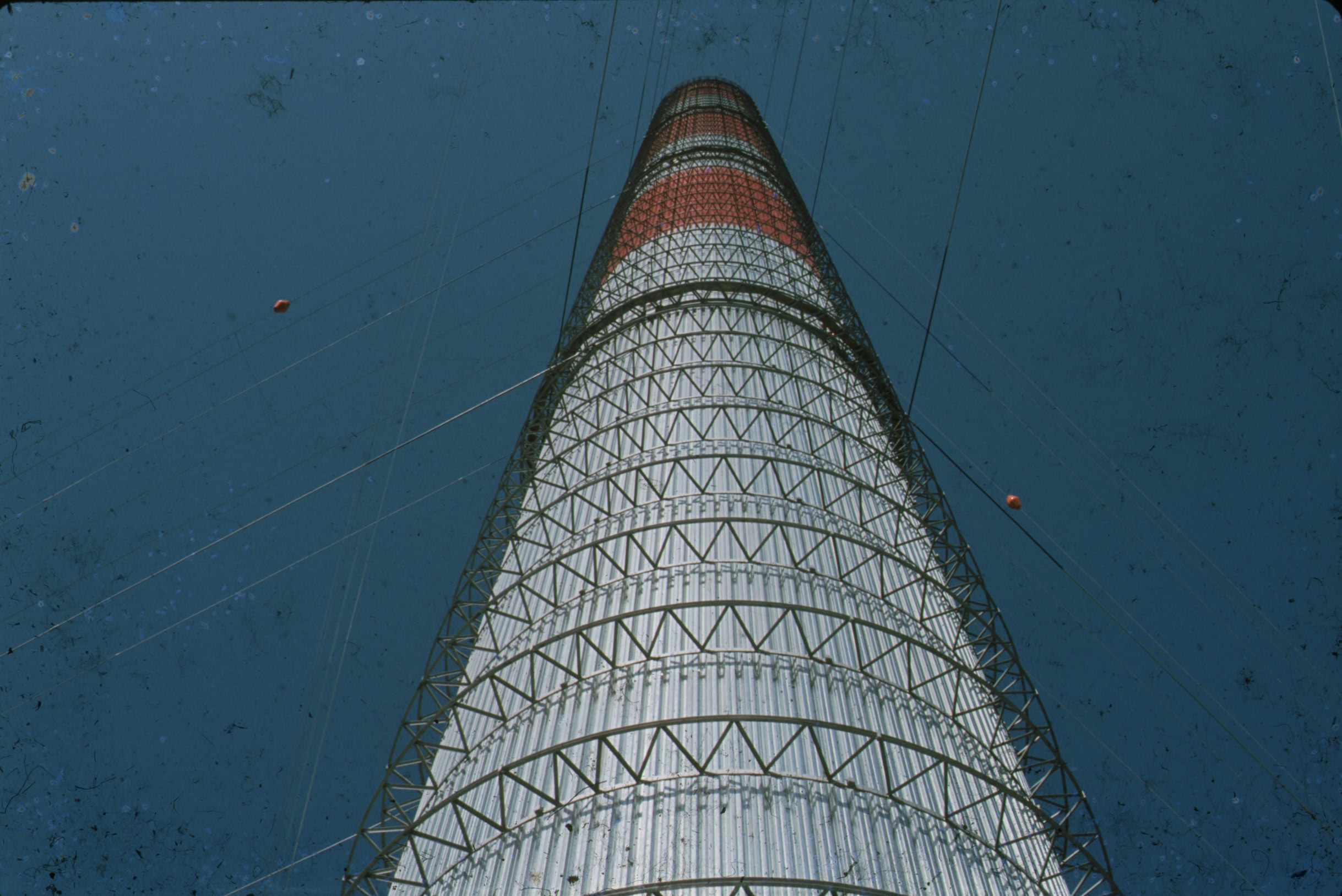
Centrale solaire aérothermique de Manzanares (1982)